# Jagdstaffel 35

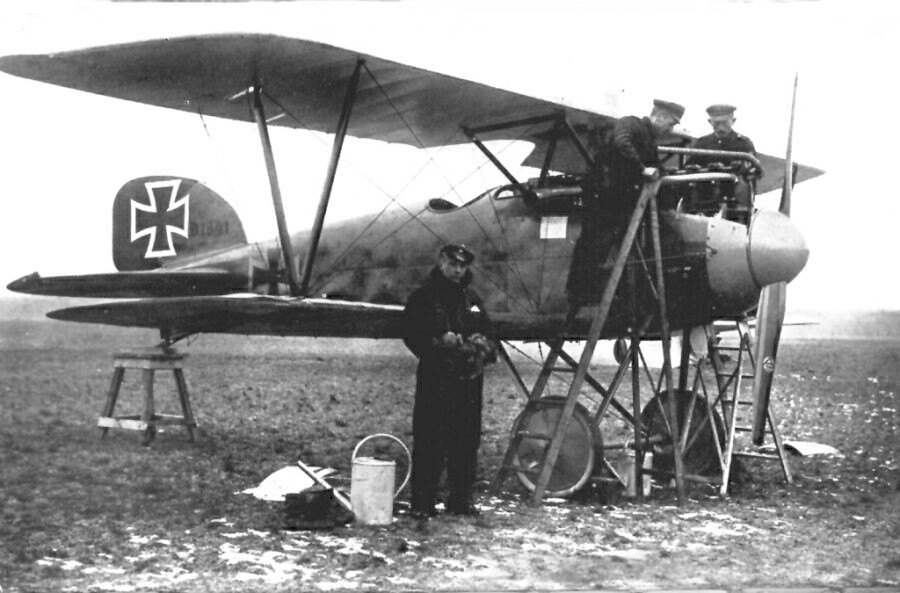
Albatros D.III – podstawowy samolot Jasta 35

Jagdstaffel 35 – Bayerische Jagdstaffel Nr. 35 – Jasta 35b – jednostka lotnictwa niemieckiego Luftstreitkräfte z okresu I wojny światowej.

## Informacje ogólne
Jednostka została utworzona w bazie Grossenhain w Saksonii, w grudniu 1916 roku z jednostki FEA 6. Organizację eskadry powierzono Herbert Theurich. Na początku marca 1917 roku została skierowana na front w okolice Colmar-Nord. Od 3 października 1918 roku Jasta 35 została włączona do jednostki taktycznej Jagdgeschwader 4 pod dowództwem Eduarda Ritter von Schleicha.
W całym okresie swojej działalności operowała na froncie zachodnim. Eskadra walczyła przede wszystkim na samolotach Albatros D.III. Od 3 września 1918 roku eskadra była także wyposażona w samoloty Pfalz D.XII.
Jasta 35 w całym okresie wojny odniosła 42 zwycięstwa nad samolotami wroga. W okresie od marca 1917 do listopada 1918 roku jej straty wynosiły 6 zabitych w walce, 4 zabitych w wypadkach lotniczych, 13 rannych oraz 2 w niewoli.
Łącznie przez jej personel przeszło 3 asów myśliwskich: Rudolf Stark (18), Ludwig Hanstein (5), Josef Mai.

## Dowódcy eskadry
| Stopień   | Nazwisko         | Okres                   |
| --------- | ---------------- | ----------------------- |
|           | Paul Kremer      | 15.11.1916 – 08.07.1917 |
| Porucznik | Herbert Theurich | 04.03.1917 – 14.04.1917 |
| Porucznik | Otto Dessloch    | 15.04.1917 – 29.06.1917 |
|           | Otto Deindl      | 29.06.1917 – 21.07.1917 |
| Porucznik | Otto Dessloch    | 22.07.1917 – 24.09.1917 |
| Porucznik | Ludwig Hanstein  | 24.09.1917 – 20.01.1918 |
|           | Bruno Justinius  | 20.01.1918 – 30.01.1918 |
|           | Franz Diemer     | 30.01.1918 – 04.03.1918 |
| Porucznik | Ludwig Hanstein  | 04.03.1918 – 21.03.1918 |
|           | Franz Diemer     | 21.03.1918 – 21.04.1918 |
|           | Otto Fuchs       | 21.04.1918 – 07.07.1918 |
| Porucznik | Rudolf Stark     | 07.07.1918 – 28.07.1918 |
|           | Gratz            | 28.07.1918 – 08.08.1918 |
| Porucznik | Rudolf Stark     | 07.06.1918 – 11.11.1918 |